# Aphodius
Aphodius és un gènere de coleòpters de la família dels escarabèids. Les larves i adults són copròfags.
Cap a l'any 2000 el gènere va ser dividit en un nombre de gèneres nous, alguns amb una sola o unes poques espècies. La taxonomia encara no està resolta del tot. Temporalment alguns d'aquests gèneres són tractats com a subgèneres d'Aphodius.

## Taxonomia
Aphodius conté les següents espècies:
- Aphodius abeillei

- Aphodius affinis
- Aphodius aljibei
- Aphodius alpinus
- Aphodius annamariae
- Aphodius ater (De Geer, 1774)
- Aphodius baeticus
- Aphodius barbarus
- Aphodius biguttatus
- Aphodius bimaculatus (Laxman, 1778)
- Aphodius boiteli
- Aphodius bonnairei
- Aphodius bonvouloiri
- Aphodius borealis Gyllenhal, 1827
- Aphodius brevis Erichson, 1848
- Aphodius carpetanus
- Aphodius castaneus
- Aphodius cognatus
- Aphodius coenosus (Panzer, 1798)
- Aphodius conspurcatus (Linnaeus, 1758)
- Aphodius constans
- Aphodius convexus
- Aphodius coniugatus
- Aphodius contaminatus (Herbst, 1783)
- Aphodius corvinus
- Aphodius cribricollis
- Aphodius depressus (Kugelann, 1792)
- Aphodius dellacasai
- Aphodius dentatus
- Aphodius distinctus (Müller, 1776)
- Aphodius equestris (Panzer, 1798)
- Aphodius erraticus (Linnaeus, 1758)
- Aphodius exclamationis
- Aphodius fimetarius (Linnaeus, 1758)
- Aphodius foetens (Fabricius, 1787)
- Aphodius foetidus (Herbst, 1783)
- Aphodius fossor (Linnaeus, 1758)
- Aphodius frater Mulsant & Rey, 1872
- Aphodius frigidus
- Aphodius gissaricus Akhmetova & Frolov, 2012[5]
- Aphodius granarius (Linnaeus, 1767)
- Aphodius haemorrhoidalis (Linnaeus, 1758)
- Aphodius heydeni
- Aphodius hieroglyphicus
- Aphodius hydrochaeris
- Aphodius hyxos
- Aphodius ibericus
- Aphodius ictericus (Laicharting, 1781)
- Aphodius immundus Creutzer, 1799
- Aphodius lapponum Gyllenhal, 1806
- Aphodius leucopterus
- Aphodius lineolatus
- Aphodius lividus (Olivier, 1789)
- Aphodius longispina
- Aphodius lugens Creutzer, 1799
- Aphodius lusitanicus
- Aphodius luridus (Fabricius, 1775)
- Aphodius marini
- Aphodius mayeri
- Aphodius melanostictus Schmidt, 1840
- Aphodius merdarius (Fabricius, 1775)
- Aphodius montanus
- Aphodius muscorum
- Aphodius nanus
- Aphodius nemoralis Erichson, 1848
- Aphodius niger (Panzer, 1797)
- Aphodius obliteratus Panzer, 1823
- Aphodius obscurus (Fabricius, 1792)
- Aphodius paganettii
- Aphodius palmetincolus
- Aphodius paracoenosus
- Aphodius proximus
- Aphodius putoni
- Aphodius pyrenaeus
- Aphodius paykulli Bedel, 1908
- Aphodius piceus Gyllenhal, 1808
- Aphodius pictus Sturm, 1805
- Aphodius plagiatus (Linnaeus, 1767)
- Aphodius porcus (Fabricius, 1792)
- Aphodius prodromus (Brahm, 1790)
- Aphodius punctatosulcatus Sturm, 1805
- Aphodius punctipennis Erichson, 1848
- Aphodius pusillus (Herbst, 1789)
- Aphodius putridus (Geoffroy, 1785)
- Aphodius quadriguttatus (Herbst, 1783)
- Aphodius quadrimaculatus (Linnaeus, 1761)
- Aphodius reyi
- Aphodius richardi
- Aphodius rufipes (Linnaeus, 1758)
- Aphodius rufus (Moll, 1782)
- Aphodius satellitius
- Aphodius schlumbergeri
- Aphodius scrofa (Fabricius, 1787)
- Aphodius scrutator
- Aphodius serotinus (Panzer, 1799)
- Aphodius sordidus (Fabricius, 1775)
- Aphodius sphacelatus (Panzer, 1798)
- Aphodius striatulus[6]
- Aphodius sturmi[6]
- Aphodius subterraneus (Linnaeus, 1758)
- Aphodius tersus
- Aphodius thermicola
- Aphodius tingens
- Aphodius tomentosus (Müller, 1776)
- Aphodius uliginosus (Hardy, 1847)
- Aphodius unicolor
- Aphodius varians Duftschmid, 1805
- Aphodius villarreali
- Aphodius vitellinus
- Aphodius wollastoni
- Aphodius zenkeri Germar, 1813